# Frank Hurley
James Francis "Frank" Hurley (Glebe (Sydney) 15 d'octubre 1885 –Sydney 16 de gener de 1962) fou un fotògraf australià, cameraman i aventurer. Segon fill d'Edward Harrison Hurley, impressor nascut a Lancashire, i de Margaret Agnes, d'origen francès nascuda a Bouffier. De molt jove, va marxar de casa i va treballar en feines de molta duresa física (drassanes, foneries, estibador al port de Sydney). Inquiet i autosuficient, va interessar-se per la fotografia als 17 anys. Aquest fet i l'esperit aventurer, tant propi a l'edat heroica de l'exploració de l'Antàrtida, fixarien la seva carrera professional i la seva vida.

## Inicis professionals i primeres expedicions
Amb la seva primera càmera, una Kodak Brownie de 15 xílings comprada a crèdit, aprengué la tècnica i desenvolupà la seva visió particular del paisatge, i aviat ja es guanyava la vida exclusivament amb la producció de postals.

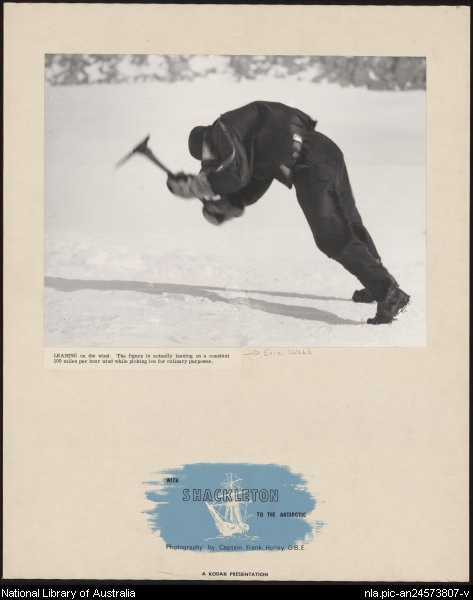
Lluitant contra el vent, (1913) fotografia de Frank Hurley durant l'expedició australiana antàrtica de Douglas Mawson

El 1910, a l'edat de 25 anys, va veure una possibilitat de connectar fotografia amb aventura: l'explorador australià Douglas Mawson estava planejant una expedició a l'Antàrtida. Hurley, persuasivament, acorralà Mawson en un compartiment de ferrocarril i li demanà la feina de fotògraf de l'expedició. Els fotògrafs d'expedició eren importants no tan sols perquè documentaven l'esdeveniment sinó també perquè la venda de drets de fotos i pel·lícules ajudaven a finançar l'exploració.
Des del desembre de 1911 fins al març de 1913, Hurley treballà amb entusiasme sota condicions àrdues en diverses expedicions antàrtiques de Mawson, prenent tant fotografies com pel·lícula, i el seu bon esperit li feia un membre popular i valorat del grup. De tornada a Sydney, ràpidament va muntar les seves pel·lícules i a l'agost de 1913 presentà amb èxit de públic el film Home of blizzard, que va cridar l'atenció de sir Ernest Shackleton. El novembre, després d'un breu viatge per filmar a l'illa de Java, Hurley s'uní a una altra expedició per retrobar-se amb Mawson, que havia restat a l'Antàrtida.
La fama d'Hurley augmentava ràpidament i Francis Birtles li encarregà que filmés una expedició amb cotxe a través d'Austràlia del Nord.

## L'expedició de l'Endurance

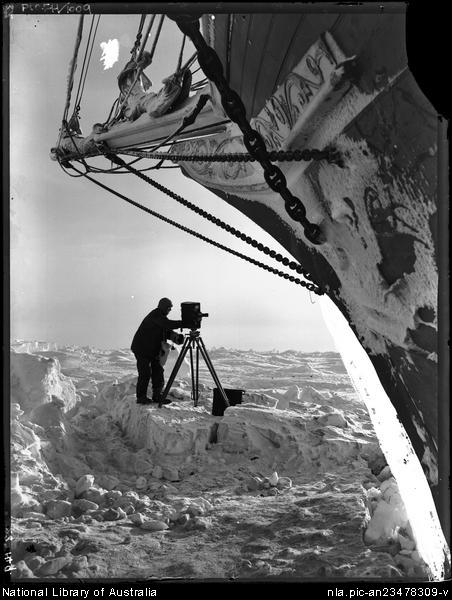
Frank Hurley davant de lEndurance

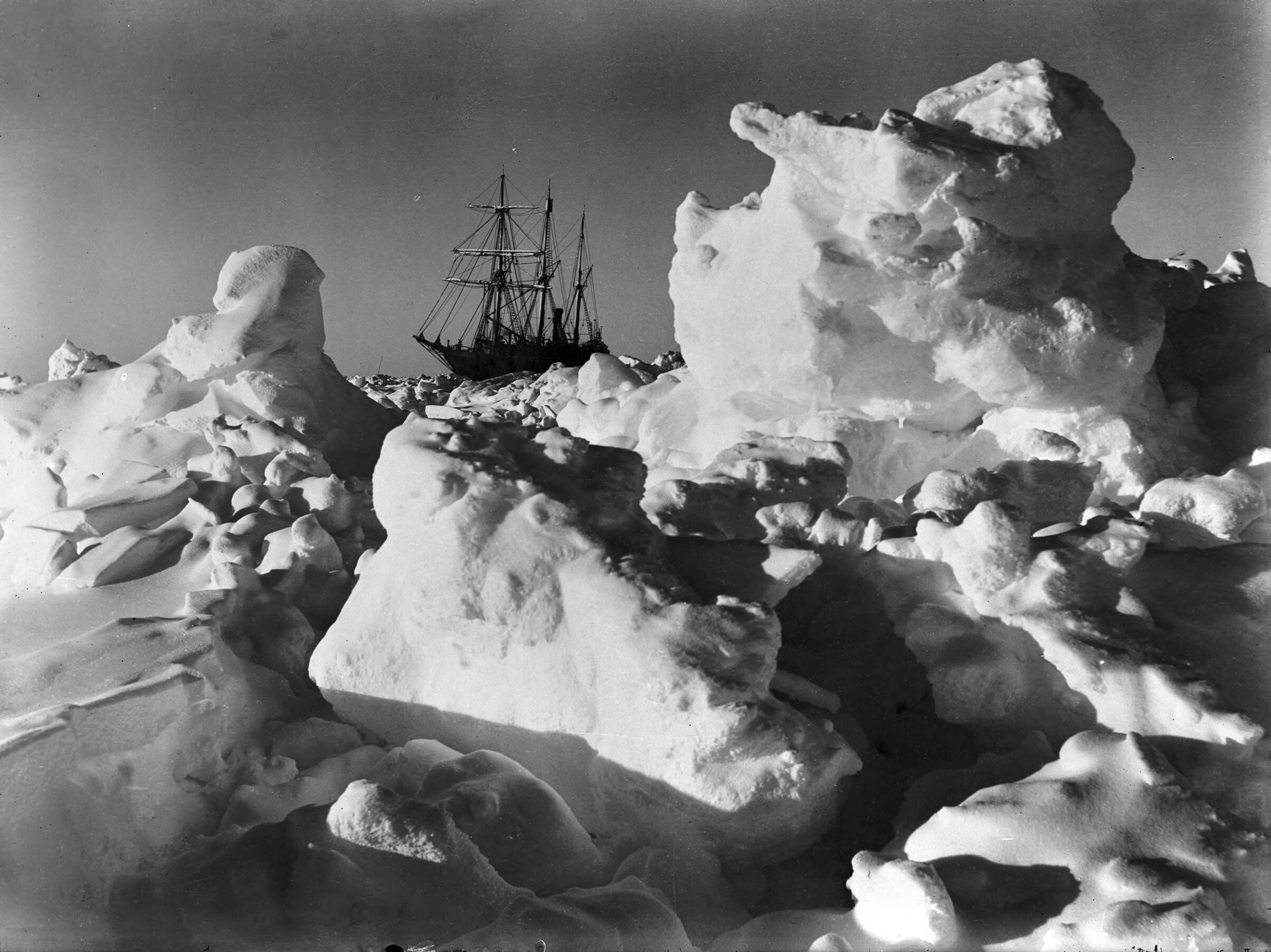
HMS Endurance atrapat al gel antàrtic, 1915, fotografia de Frank Hurley

El 1914, Ernest Shackleton contractà Hurley com fotògraf per a la seva Expedició Imperial Transantàrtica, més coneguda com a expedició Endurance, i formà el Trans-Antarctic Film Syndicate Ltd. Imperial per comercialitzar les fotografies i pel·lícules de l'expedició.
Quan l'Endurance emprèn el viatge l'agost de 1914, Hurley portava una gamma de càmeres, incloent-hi una càmera de pel·lícula Cinematograph, una càmera d'estudi de plaques de vidre quadrades, una càmera de butxaca plegable Kodak 3 A, i una càmera Kodak de butxaca d'armilla.
La tripulació estava sorpresa pel temps i les molèsties que es prenia per captar una imatge. Agosarat i innovador, Hurley pujava als pals, caminava pel gel que tremolava, i s'aventurava en la nit gèlida per fer les seves extraordinàries fotografies. Es va haver de capbussar a l'aigua glacial per poder recuperar els seus negatius de placa de vidre després que l'Endurance es trenqués. En paraules de Lionel Greenstreet, primer oficial: "Hurley és un guerrer amb la seva càmera i se n'aniria a qualsevol lloc i en farà tot el que calgui per captar un bona imatge." 
Hurley no sols tenia la resistència per a transportar les seves càmeres al cim del Duse Fell a Geòrgia del Sud, sinó que també era un artista amb talent i innovador. Era un innovador que s'inicià amb la fotografia en color amb el procés de color Paget i, quan queien les llargues nits polars, utilitzava bengales de magnesi múltiples i temps d'exposició llargs per a captar imatges de l'Endurance acuitat en la foscor, o construïa escenes panoràmiques amb fotografies preses en sèrie.
Era, tanmateix, un narrador tant amb fotos com amb paraules, i va deixar un llegat de l'expedició Endurance no sols amb les seves fotografies sinó també amb el seu diari líric i incisiu.
Quan l'expedició va haver d'abandonar l'Endurance, Shackleton ordenà als tripulants que limitessin els seus objectes personals a dues lliures cadascun. Hurley va haver de deixar enrere les seves precioses càmeres. Shackleton li permeté quedar-se una selecció de fotografies i seqüències de pel·lícules. Junts, Shackleton i Hurley van escollir 120 plaques de vidre per emportar-se i en trencaren aproximadament unes 400; Shackleton temia que Hurley l'obligués a tornar per recuperar-les posteriorment. Hurley segellà les plaques en llaunes de metall amb soldadura improvisada, junt amb impressions que havia positivat a bord del vaixell. Hurley documentaria la resta de la seva odissea amb només una càmera de Kodak de butxaca d'armilla portàtil i tres rodets de pel·lícula.
El 1917, Hurley retornà a Geòrgia del Sud amb una nova expedició per obtenir algunes escenes complementàries per al seu film. El 1919, les seqüències filmades de l'expedició de l'Endurance es presentaren en la pel·lícula In the Grip of Polar Ice, que de seguida es convertí en un èxit de crítica i públic. Les seves fotografies també guanyaren una ampla audiència quan Shackleton les mostrava en les seves gires de conferència.

## LaPrimera Guerra Mundial

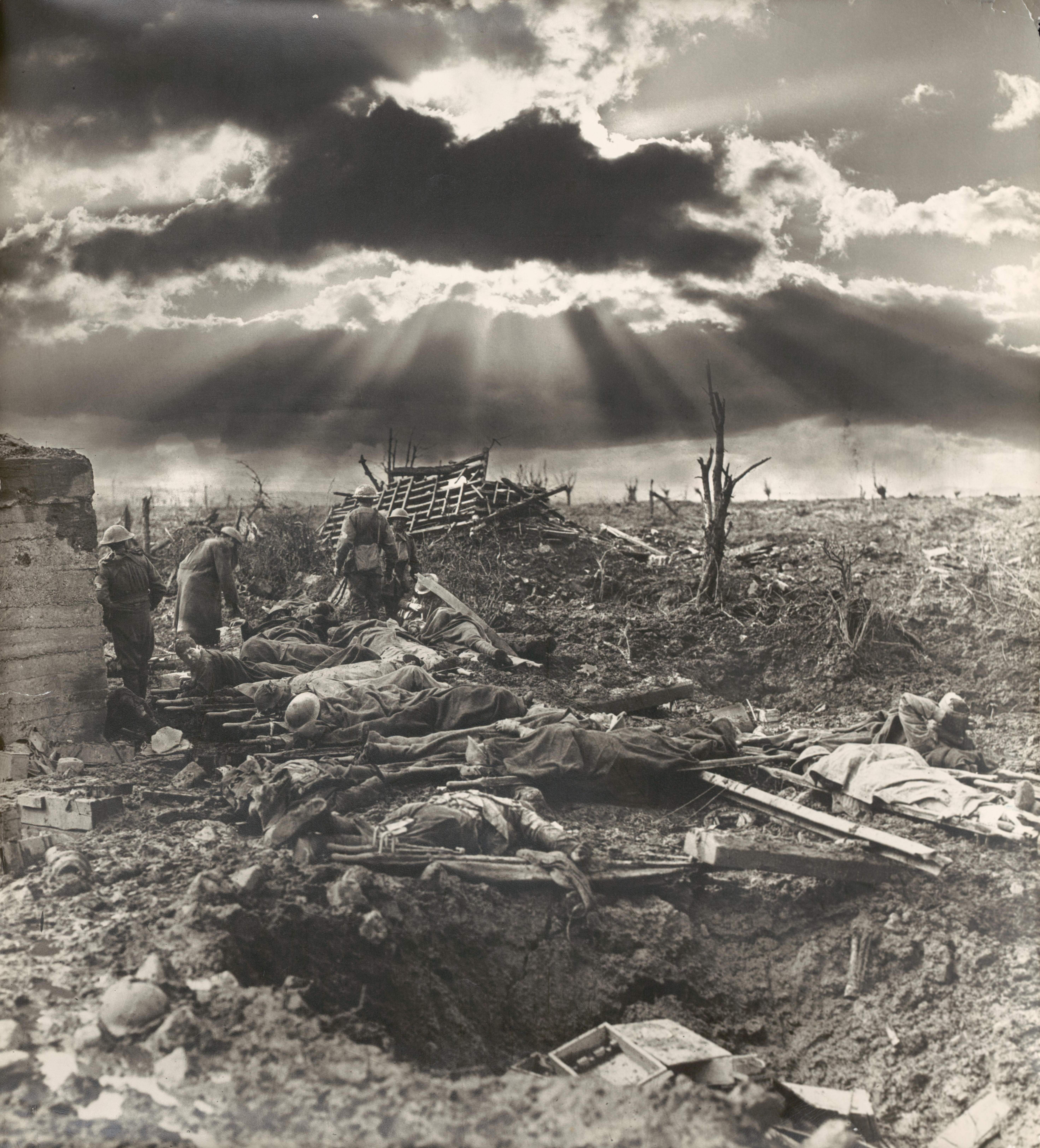
Matí a Passchendaele, 1917, fotografia de Frank Hurley

L'agost de 1917, Hurley s'uní a la força imperial australiana com a fotògraf oficial amb la posició de capità honorífic. Impressionat pel carnatge que s'estava produint a França i Bèlgica, mostrà el seu ardent ressentiment en fotografies com Matí a Passchendaele. Alhora descriví Ieper com "una vista estranya i meravellosa, amb una destrucció salvatgement bonica". Prenia grans riscs per filmar mines que explotaven, però va topar amb l'historiador oficial, C. E. W. Bean per les fotografies que Hurley componia amb diversos negatius, creant imatges impressionants. Per a Bean aquests retrats eren una petita falsificació.
Fastiguejat amb l'administració de l'exèrcit i amb la censura, Hurley dimití, però va ser enviat a l'Orient Mitjà, passant, fora dels controls, algunes fotografies de color. A Palestina, volà per primera vegada i fotografià la cavalleria lleugera durant la Batalla de Jericó. Al Caire conegué una jove cantant d'òpera, Antoinette Rosalind Leighton, filla d'un oficial d'exèrcit indi, i després d'uns deu dies de festeig, s'hi casaven l'11 d'abril de 1918.

## Altres expedicions i el cinema comercial
Posteriorment, a Sydney, Hurley treballà intensament per preparar exposicions de les seves fotografies i fer gires de conferència amb les seves pel·lícules, amb gran aclamació del públic i un bon èxit comercial. El desembre de 1919, se'l va convidar a reunir-se amb l'aviador pioner, Ross Smith, en l'etapa final del vol històric des d'Anglaterra fins a Austràlia. Hurley filmà Austràlia des de l'aire amb el popular Ross Smith Flight.
Entre desembre de 1920 i gener de 1923, Hurley va fer dues llargues i ben publicitades expedicions cinematogràfiques: a l'estret de Torres i a Papua, i cridà l'atenció enviant dos avions petits a port Moresby i fent-los volar al llarg de la costa. Més tard, les pel·lícules de Papua (especialment Perles i salvatges, projectada el desembre de 1921) foren èxits comercials. Tanmateix, va publicar un llibre de contes de viatges i fotografies, també anomenat Perles i salvatges.
Va tenir problemes amb Hubert Murray, administrador de Papua, que el va acusar de donar una mala imatge de l'illa i d'utilitzar mètodes il·lícits per a aconseguir enginys ètnics per al Museu de Sydney.
El 1925, se li denegà l'entrada a Papua per fer una pel·lícula de ficció per al magnat australià de la indústria del cinema britànic, Oswald Stoll. L'equip de la pel·lícula va haver de reubicar la producció a Nova Guinea holandesa. Finalment, La dona de la jungla es presentà el maig de 1926, seguida de prop per Hound of the Deep, feta per Stoll en l'Illa de Dijous. Més tard, el 1927, va treballar com a editor pictòric per a The Sun a Sydney.
El 1929, Hurley intentà volar des d'Austràlia fins a Anglaterra, però la seva aventura no prosperà. Llavors, s'uneix el 1929 a la British, Australian and New Zealand Antarctic Research Expedition altra vegada sota el comandament de Mawson. Dues pel·lícules -Southward ho amb Mawson i Siege of the South– varen ser àmpliament difoses a Austràlia acompanyades de conferències d'Hurley el 1930-1931. En aquesta època, se li va atorgar la medalla polar.
Els anys 1930 no varen ser més tranquils per a Hurley, però sí que li van permetre una vida més dedicada a la seva família a Vaucluse. Treballà a l'estudi Cinesound com a fotògraf en quatre llargmetratges, però el seu estil meticulós no s'adaptava bé a la pressió alta de les produccions d'estudi cares, i Cinesound l'assignà -a canvi- com el cap d'una unitat documental especial, per produir pel·lícules per al govern i patrocinadors privats.

## La Segona Guerra mundial
En la Segona Guerra Mundial, Hurley una altra vegada va servir com a fotògraf oficial amb l'AIF a l'Orient Mitjà, però els mètodes que l'havien portat la fama en la Primera Guerra mundial ara topaven amb filmadors més joves com Damien Parer, que el trobava antiquat i excèntric. Va romandre a l'Orient Mitjà fins a 1946 fent pel·lícules documentals per al govern britànic, però atreien poca atenció.

## Retir a Austràlia
Després del seu retorn a Austràlia, es concentrà encara en la fotografia i publicà uns quants llibres de paisatges australians i retrats de ciutat.
El 1948, publicà el llibre Els argonautes de Shackleton.
La resta de la seva carrera, fins als darrers dies de la seva vida, els va dedicar als paisatges d'Austràlia.
El 16 de gener de 1962, a l'edat de 76, en tornar a casa d'una feina, va seure i, de manera insòlita en ell, digué que "no se sentia bé". Va morir aquella mateixa nit.
Del seu matrimoni va tenir un fill i tres filles.

## El llegat
L'obra d'Hurley de l'expedició de l'Endurance s'ha conservat bé, i moltes d'aquestes imatges es veuen en el film L'aventura antàrtica de Shackleton. El material cinematogràfic de 35 mm original d'Hurley sobre l'expedició de l'Endurance va ser restaurat pel British Film Institut el 1998.
Des de 1929, la Royal Geographic Society a Londres conserva els negatius de placa de vidre originals. Les impressions originals positivades per Hurley estan a l'Institut d'Investigació Polar Scott a Cambridge, Anglaterra, i The Macklin Collection a Aberdeen, Escòcia.
A més a més, les transparències de vidre de color Paget d'Hurley es guarden a la Biblioteca Estatal Mitchell de Nova Gal·les del Sud a Sydney, Austràlia.
Cal no oblidar els seus diaris i notes, especialment el de l'expedició de l'Endurance, complement indispensable de les seves fotos.